# Grizzly Park
Grizzly Park est un film d'horreur américain réalisé par Tom Skull, sorti en 2008.

## Synopsis
Un nouveau programme de réhabilitation pour jeunes délinquants consiste à les envoyer effectuer des travaux d'intérêt général pendant une semaine dans un camp, Grizzly Park. 
Au même moment, un tueur en série s'échappe de prison près du campement, tue un garde et endosse le rôle du guide des délinquants juvéniles.
Pour compléter le tableau, un grizzly s'invite à la fête.
Tout le monde semble repentant et changé mais leur vraie nature refait surface.

## Fiche technique
- Titre : Grizzly Park
- Durée : 95 minutes
- Réalisateur et scénariste : Tom Skull
- Producteurs : Belle Avery, Jeanne Stack
- Distribution : American World Pictures (AWP)
- Pays : États-Unis
- Langue : Anglais
- Musique : Anthony Marenilli
- Date de sortie : 7 février 2008
- Format : 1.85 : 1
- Genre : Comédie / Horreur
- interdit aux moins de 12 ans

## Distribution
- Glenn Morshower : Ranger Bob
- Randy Wayne : Michael 'Scab' White
- Shedrack Anderson III : Ty
- Whitney Cummings : Tiffany Stone
- Jelynn Rodriguez : KiKi
- Zulay Henao : Lola
- Kavan Reece : Ryan
- Emily Foxler : Bebe
- Ryan Culver : Ranger Mike
- Julie Skon : Candy
- Rance Howard : Ranger Howard
- Jerry Sword : Jerry
- Jeff Watson : Butch
- Brody the Bear : le grizzly